# Nucula turgida
Espèce
Nucula turgida est une espèce de mollusques marins bivalves de la famille des Nuculidae.

## Historique
L'espèce Nucula turgida est décrite en 1846 par Augustus Addison Gould,. Selon WoRMS, cette espèce serait uncertaine ou nomen dubium. 
Les deux espèces Nucula nitida var. turgida J. T. Marshall, 1875 et Nucula turgida J. T. Marshall, 1875 ont été acceptées comme synonymes de l'espèce Nucula nitidosa Winckworth, 1930.

## Description
Diagnose de Gould en 1846 : « Coquille blanche, sub-équilatérale, sub-rhomboïde, aiguë postérieurement, arrondie antérieurement, ventriculaire, marge ventrale pendante, partout ornée de lamelles concentriques densément réfléchies, à fesses proéminentes ; Equipé de (nn) des deux côtés »,.

### Publication originale
- [1846] (en + la) Gould, A. A., « On new shells from Tavoy, in Burmah », Proceedings of the Boston Society of Natural History, vol. 2,‎ 1846, p. 98-100 (lire en ligne).